# Asielzoekers en illegale immigratie op Lampedusa

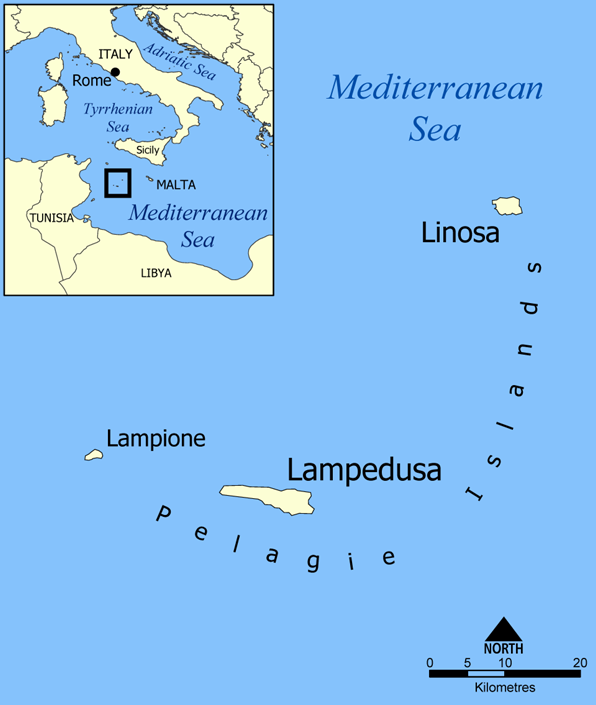
Ligging van het eiland Lampedusa

Het Italiaanse eiland Lampedusa ten zuiden van Sicilië werd sinds de jaren 90 van de 20e eeuw bekend als plaats van aankomst van immigranten die er massaal per boot arriveren, eerst voornamelijk vanuit Albanië en later voornamelijk vanuit Noord-Afrika, in de hoop er vervolgens een verblijfsvergunning in de Europese Gemeenschap te kunnen bemachtigen. Vaak zou het daarbij gaan om illegale immigranten van wie een asielaanvraag bij voorbaat kansloos zou zijn en die zich tegen betaling door smokkelaars in nauwelijks zeewaardige boten laten vervoeren: een "armada" van boten vol "desperado's", vaak op doorreis naar elders in Europa. Italië kreeg de naam "de zachte onderbuik van Europa".
Lampedusa vormt sinds eind 20e eeuw samen met twee andere stipjes op de kaart, de nabijgelegen eilanden Lampione en Linosa, de "drempel" van Europa voor immigranten uit Afrika en Azië, die zich aan de overtocht wagen. Hoeveel van hen er in de loop der jaren bij mislukte pogingen in de zee zijn verdwenen is onbekend. In de periode 1997-2003 zouden er volgens de statistieken van de Italiaanse overheid meer dan 20 000 immigranten aldus het land binnen zijn gereisd. Deze migranten kregen op een gegeven moment ook de naam "bootvluchtelingen", de term die eerder ook gebruikt werd voor de vluchtelingen die in de jaren 80 van de 20e eeuw Vietnam verlieten.
In dezelfde periode werden onder meer ook Slowakije en Malta, die beide in 2004 lid werd van de Europese Unie, de Canarische Eilanden (die behoren bij Spanje) en de Spaanse Noord-Afrikaanse enclave Ceuta overspoeld met asielzoekers en illegale immigranten. De onveilige omstandigheden van de overtocht naar Lampedusa en de erbarmelijke voorzieningen op dit eiland zouden echter het meest schrijnend zijn.
In de Straat van Sicilië, tussen Libië,Tunesië en Lampedusa, stierven in 2008 zeker 642 migranten, aldus de organisatie Fortress Europe. Daarmee zou de zeestraat bij Lampedusa de dodelijkste vaarroute zijn voor illegale migranten naar Europa. De bijzondere situatie van Lampedusa en Malta en de humanitaire problematiek rond de daar arriverende asielzoekers en immigranten wordt mede bepaald door het feit dat Libië, het land waarvandaan de meesten van hen de oversteek wagen, niet het VN-Vluchtelingenverdrag uit 1951 heeft ondertekend.

## Albanese en Afrikaanse vluchtelingen
Zuid-Italië kreeg in 1991-1994 te maken met een aanhoudende en oncontroleerbare stroom clandestini, illegale immigranten, eerst voornamelijk vanuit Albanië waar in 1991 het communistische regime ten val gekomen was, aanvankelijk met afgeladen schepen tegelijk. Behalve de kust van het Italiaanse vasteland en Lampedusa werd ook het eiland Pantelleria, eveneens ten zuiden van Sicilië, een veelgebruikte plaats om het land binnen te komen. Alleen al op de twee eilandjes werden in de eerste helft van 1994 al ruim 8000 illegale immigranten aangehouden.
Na de Albanezen kwamen de immigranten voornamelijk uit of via Afrika. Het aantal mensen dat door het net heen slipt, zou volgens de politie vele malen groter zijn.
Doordat het voor de Italiaanse kustwacht en marine onmogelijk bleek alle heimelijke aankomsten te verhinderen, werd het eiland Lampedusa vervolgens steeds meer een doel voor illegale immigranten, die zich daartoe vanuit Tunesië en Libië in soms nauwelijks zeewaardige vaartuigen op de Middellandse Zee waagden. Voor duizenden illegalen uit Noord-Afrika bleek Lampedusa de toegangspoort of "draaideur" tot Europa geworden. Mensenhandelaars zouden vaak enorme geldbedragen vragen om aspirant-immigranten in doorgaans aftandse motorbootjes over te zetten. De oversteek vanuit de Tunesische stad Sfax naar Lampedusa zou voor de exploitanten een goudmijn zijn geworden.
Opmerkelijk was dat de aantallen immigranten die op Lampedusa en ook elders op de kust van Zuid-Italië landden veel groter waren dan het aantal personen dat jaarlijks in Italië asiel aanvroeg, waardoor werd aangenomen dat velen van hen in de illegaliteit verdwenen of doormigreerden naar andere Europese landen.
Opgebracht worden naar Lampedusa werd een schakel in de zorgvuldig geplande reis naar het vermeende Europese paradijs. Op het eiland krijgen de clandestienen te eten en worden daarna overgevaren naar Agrigento op Sicilië. Daar krijgen ze van de Italiaanse autoriteiten een uitwijzingsdecreet overhandigd, en vervolgens mogen ze gaan. Het decreet geeft hun twee weken de tijd vrijwillig en zelfstandig Italië te verlaten.
Om identificatie bij aankomst in Italië te voorkomen, zouden de illegalen alvorens aan boord te gaan, hun persoonsbewijs naar familie in Italië sturen, die hun de papieren dan later nastuurt. Geld hebben ze bij aankomst evenmin bij zich. Ook dat wordt hun nagestuurd.
De Italiaanse politie werkte met het "opbrengen" en vervolgens naar Sicilië en het Italiaanse vasteland "deporteren" onbedoeld mee aan het draaiboek, maar kon er niets tegen ondernemen.
Doordat het ook voorkwam dat de opvarenden vermoedelijk opzettelijk de schepen in het zicht van de kust of bij benadering door de kustwacht lieten zinken, kwam het tot rampzalige taferelen met massale verdrinkingen. In april 1996 gebeurde dit met twee schepen op een afstand van een halve kilometer van de kust, waarbij minstens vijfentwintig personen verdronken en er slechts vier overleefden.
In januari 1997 zouden 41 Noord-Afrikanen acht dagen lang in een piepklein bootje hebben rondgezwalkt op zee, van wie er naar de opvarenden na aankomst beweerden drie van honger en kou zouden zijn gestorven en wier lijken overboord zouden zijn gezet.

## Ontwikkelingen tot 2000
Sinds oktober 1997 behoort Italië tot de Schengen-landen, waarbinnen zonder paspoort gereisd kan worden. Dit maakte onder meer Lampedusa des te interessanter voor asielzoekers en illegale immigranten en voor hun "reisagenten".
In de zomer van 1998 zou er een intensivering zijn geconstateerd van het gebruik van deze reisroute om Fort Europa binnen te komen, met name bij mooi weer en kalme zee en nu ook door Turkse en Iraakse Koerden. De meesten gingen aan land op het eiland Lampedusa. Mensensmokkelaars zouden toen hun activiteiten sterk hebben opgevoerd. Sinds 1998 is er een opvangkamp op het eiland voor deze groep arriverende vreemdelingen, waar ze werden weggehouden van de toeristen op het eiland.
Na kritiek van andere Europese staten dat Italië de "draaideur naar de Europese Unie" zou zijn geworden, verscherpte de regering Prodi het vreemdelingenbeleid. Het land leek de stroom echter niet tot stilstand te kunnen brengen. Italië deed herhaalde oproepen aan Tunesië en Marokko tot meer samenwerking.
De minister van Binnenlandse Zaken Giorgio Napolitano besloot na spoedberaad materieel en manschappen ter beschikking te stellen aan deze twee landen, opdat er beter zou kunnen worden gepatrouilleerd. "We hebben de medewerking nodig van de landen waar deze illegale immigratie ontstaat", verklaarde Napolitano.
Italië bood patrouillevaartuigen en radarinstallaties aan, en verklaarde zich bereid te willen meewerken aan de bouw van opvangcentra in Tunesië en Marokko voor de mensen die zouden worden teruggestuurd. Op termijn werd tevens extra economische hulp in het vooruitzicht gesteld.
Met Albanië was inmiddels reeds een akkoord bereikt dat illegale immigranten direct konden worden teruggestuurd, zonder de gebruikelijke formaliteiten. Hierna begon Italië besprekingen met Egypte, Marokko en Tunesië om tot vergelijkbare afspraken te komen.
Met Marokko werd vrij snel het beoogd akkoord bereikt waardoor illegale immigranten gemakkelijker zouden kunnen worden teruggestuurd. De harde lijn die de regering Prodi was gaan volgen, stuitte echter op felle kritiek binnen de centrumlinkse coalitie.
Minister van Buitenlandse Zaken Lamberto Dini ondertekende in Rabat een samenwerkingsplan met Marokko. Dini zei te hopen op korte termijn ook de instemming van Tunesië voor zo'n maatregel te krijgen, waarmee de besprekingen stroever verliepen.
Op 30 juli 1998 werd door gedetineerde immigranten het opvangcentrum op Lampedusa in brand gestoken. Het centrum werd hierop tijdelijk gesloten en alle gedetineerden werden overgebracht naar Sicilië. Het incident illustreerde de spanningen bij de opvang van de groeiende stroom. De opvang was niet op de toename berekend en de omstandigheden werden door hitte en overbevolking extra slecht.
Met militaire vliegtuigen werden de opstandige immigranten naar Palermo gebracht, zo veel mogelijk buiten het zicht van toeristen op het eiland, om te voorkomen dat het toerisme zou lijden onder de berichten over rellen onder immigranten.
Binnen een week nadat in juli 1998 het akkoord met Marokko was ondertekend werd een eerste honderdtal illegale immigranten teruggevlogen naar Rabat. De relatie met Tunesië bleef gespannen nadat vijf Tunesische verstekelingen waren omgekomen bij een brand op een schip.
Begin augustus 1998 bereikte Italië overeenstemming met Tunesië over de repatriëring van illegale immigranten. Volgens het bereikte akkoord zou Tunesië niet alleen immigranten uit het eigen land terugnemen die illegaal naar Italië zijn overgestoken, maar tevens immigranten uit andere landen die Tunesië hadden gebruikt als vertrekpunt voor hun oversteek naar Italië.
Tunesië gaf de voorkeur aan een breder verdrag dan alleen de immigrantenkwestie. De Tunesische minister van Buitenlandse Zaken, Ben Mustapha, verzette zich tegen wat hij noemde de "hetze" in de Italiaanse media tegen zijn land, die een "klimaat van onbegrip en spanning" zou hebben gecreëerd.
Later in augustus 1998 kreeg het vreemdelingenbeleid van de regering Prodi een grote tegenslag te verwerken, toen honderden illegale immigranten moesten worden vrijgelaten uit de opvangkampen, omdat men er niet in geslaagd was hen binnen de wettelijk voorgeschreven termijn het land uit te zetten.
Na kritiek uit vooral Duitsland dat Italië te weinig zou doen om de toevloed van illegale immigranten uit Noord-Afrika en Albanië te stelpen was er een nieuwe wet aangenomen over het vasthouden en uitzetten van illegalen. Voordien werden gearresteerde illegalen helemaal niet vastgehouden.
Volgens de nieuwe wetgeving, die sinds juli 1998 van kracht was, konden onderschepte illegalen maximaal dertig dagen worden gedetineerd. Indien Italië er niet binnen die tijd in zou slagen de illegalen uit te zetten, moesten ze worden vrijgelaten. In theorie moesten deze vrijgelatenen dan het land zelf binnen twee weken verlaten. In de praktijk doken zij echter onder en velen reisden door naar andere Europese landen.

## Ontwikkelingen tot 2004
Op 7 maart 2002 deden zich op zee nabij Lampedusa wederom dramatische taferelen voor. Tussen Italië en Tunesië werden ongeveer zestig of zeventig illegale immigranten vermist. De boot waarop zij zaten was 100 kilometer ten zuiden van het eiland Lampedusa in slecht weer geraakt, omgeslagen en gezonken. Er werden zeven lichamen geborgen, elf drenkelingen werden gered. Onder de geredden bevonden zich mensen uit Nigeria, Soedan en Turkije. Na het uitbreken van de Irakoorlog in maart 2003 landde op Lampedusa ook een boot met 170 Irakezen.
In juni 2003 verging tweemaal binnen een week een schip vol immigranten nabij Lampedusa. Eerst betrof het een schip met waarschijnlijk zo'n 70 mensen aan boord. Drie opvarenden van het gezonken schip zouden zijn gered en er werden elf lichamen geborgen. Voor de kust van Tunesië verdronken enkele dagen daarna bij kalme zee zeker twintig mensen, en tweehonderd personen werden er vermist. Het schip had meer dan 250 mensen aan boord gehad. De Tunesische marine zou 41 overlevenden hebben opgepikt.
Omdat van de twintigduizend in 2002 onderschepte bootvluchtelingen er twaalfduizend uit Libië kwamen, begon de Italiaanse overheid onderhandelingen met de autoriteiten van dit land om hen er toe te bewegen strenger te gaan controleren.
Niet alleen dreigden de wateren tussen Lampedusa en Noord-Afrika een "massagraf" te worden, ook leidde de problematiek rond de toestroom op Lampedusa tot verdere politieke verdeeldheid in Italië. De regering was verdeeld tussen erbarmen met de menselijke tragedie en het onvermogen alle immigranten op te vangen. In het parlement kwam het tot scherpe woordenwisselingen over de pijnlijke kwestie. Voor de rechtse Noord-Italiaanse regeringspartij Lega Nord was de maat vol. De partij van Umberto Bossi wilde geen immigrant meer zien aankomen en verweet de regering een te softe aanpak. Zijn harde uitspraken, waarbij hij dreigde met een kabinetscrisis om de coalitieregering van Silvio Berlusconi ten val te brengen, zetten kwaad bloed. De voorzitter van de Italiaanse senaat, Marcello Pera, maande hem tot matiging. "Wie in deze kwestie zijn stem verheft, verlaagt de geest."
Na nieuwe schipbreuken in oktober 2003 wilde Italië de problematiek zo snel mogelijk ook op de Europese agenda krijgen. De politie vond een boot met 15 overlevenden en 13 doden. Uit de verhalen van de overlevenden werd opgemaakt dat er zo'n 70 passagiers de reis niet hadden overleefd en dat een groot aantal van hen overboord zou zijn gegooid. De overlevenden, waarschijnlijk Somaliërs die vanuit Libië of Tunesië via Lampedusa Italië probeerden te bereiken, vertelden hoe ze de lichamen van zeker zeven kinderen en tientallen vrouwen van de twaalf meter lange boot gooiden, om te voorkomen dat het schip zou zinken. Door de Italiaanse kustwacht werden aan boord dertien doden aangetroffen. De immigranten hadden zeker tien dagen over de tocht gedaan, zonder eten of drinken of genoeg brandstof voor de overtocht die normaal binnen een dag kon worden gemaakt. De Italiaanse kapitein die het schip vond, beschreef de situatie als een scène uit Dantes De goddelijke komedie.
Italiaanse politici begonnen de verantwoordelijkheid voor de tragedie bij Europa te leggen. "We kunnen in deze noodtoestand niet alleen staan. Lampedusa is niet alleen de uiterste punt van Italië, het is ook de laatste grens van Europa, dus Europa moet iets doen", aldus de voorzitter van de Kamer van Afgevaardigden, Pierferdinando Casini, die direct naar Lampedusa was gekomen. De Italiaanse voorzitter van de Europese Commissie, Romano Prodi, wilde de zaak in Brussel aankaarten. "Deze tragedie weegt zwaar op het geweten van Europa, maar het brengt de schijnwerper ook op Afrikaanse regeringen die niets doen om deze exodus te stoppen", zei de Italiaanse minister van Binnenlandse Zaken, Giuseppe Pisanu.
De burgemeester van Lampedusa, Bruno Siragusa, benadrukte dat het eilandje de stroom vluchtelingen, die vaak dood de kust bereikte, niet meer aankon. Op het eiland zouden zelfs niet genoeg doodskisten zijn.

## Ontwikkelingen in 2004
In 2004 leidde de problematiek rondom Lampedusa tot een discussie in de Duitse Bondsdag. Binnen de Duitse regering was grote onenigheid gerezen over het vluchtelingenvraagstuk. Minister Otto Schilly van Binnenlandse Zaken (SPD) stelde zich op een "hard" standpunt: "Het kan niet zo zijn dat wie zichzelf overgeeft aan mensensmokkelaars en op een wrak bootje in de Middellandse Zee stapt, zich daarmee automatisch een toegangsbewijs verwerft tot de Europese gemeenschap" zo zei hij.
Daarmee reageerde hij op het standpunt van coalitiepartner Bündnis 90/Die Grünen dat wie eenmaal voet had gezet op grondgebied van de EU het recht zou hebben daar te blijven in afwachting van de behandeling van zijn asielaanvraag. Schilly bepleitte evenals de Italiaanse minister van Europese Zaken Rocco Buttiglione opvangkampen voor asielzoekers in Noord-Afrika, waar ze de behandeling van hun verzoek dan zouden kunnen afwachten. Alleen op die manier zou er een einde kunnen komen aan de drama's die zich vrijwel dagelijks rond de boordevolle wrakke bootjes voor de Zuid-Europese kusten afspelen. De Europese Unie zou dergelijke ontvangstcentra moeten financieren, omdat het hier niet alleen om een Italiaans (of Spaans of Grieks) probleem zou gaan: voor veel illegalen is Zuid-Europa een eerste halte.
In de zomer van 2004 ontstond een crisissituatie doordat Lampedusa overspoeld bleef worden met immigranten en het opvangcentrum er de toestroom niet meer aankon. De ambassadeur van Libië werd in Rome ontboden door de Italiaanse minister van Buitenlandse Zaken om uit te leggen wat zijn land zou doen om de stroom in te dammen. Er leek geen merkbaar effect te zijn van de ontmoeting die de Italiaanse premier Silvio Berlusconi op 25 augustus 2004 had gehad met de Libische leider Moammar al-Qadhafi. Toen beloofde Qadhafi dat Lampedusa niet meer zou worden overspoeld door illegale bootvluchtelingen. In juli 2003  hadden beide landen ook al een akkoord bereikt dat zes maanden goed leek te functioneren.
In Libië zouden naar verluidt '"twee miljoen" Afrikanen onder erbarmelijke omstandigheden wachten op een vaak levensgevaarlijke oversteek: het "enkeltje Europa" dat volgens hen de weg naar een betere toekomst zou bieden. Qadhafi gebruikte dit gegeven als druk om financiële steun voor zijn land te vergaren, verlichting van het economisch embargo te bewerkstelligen en zijn streven naar politieke rehabilitatie in de wereld te onderstrepen.
Het akkoord van augustus 2004, waarover sinds juli 2003 was onderhandeld, omvatte onder meer het beschikbaar stellen van patrouilleboten, vliegtuigen en terreinwagens, waarmee de kustgebieden van Libië beter zouden kunnen worden gecontroleerd. In het verleden zou Libië volgens Rome bewust het "veiligheidsventiel" met illegalen hebben geopend om Europa ertoe te bewegen de sancties tegen het land op te heffen. Libië heeft meer dan 1000 kilometer kust en zou naar eigen zeggen niet in staat zijn tot een serieuze controle. De Libische regering onderhandelde met Brussel over de aanschaf van radars, nachtkijkers, patrouilleboten en vliegtuigen. Italië had de Libische leider Qadhafi lang ervan verdacht opzettelijk verschoppelingen uit Afrika naar Lampedusa te sturen, met het doel concessies af te dwingen. Volgens Rome zou Libië, een politiestaat, ondertussen zeer wel bij machte zijn geweest het gedeelte van de kust te bewaken waar de illegalen door smokkelaars zouden worden "overgezet". Het ontbrak alleen aan de wil.
Dezelfde maand werd er Lampedusa een nieuw "record" gevestigd: uit één enkele houten boot van 25 meter lang stapten 478 illegale immigranten aan wal, die beweerden "Palestijnen" te zijn.
Begin oktober 2004 werden door de autoriteiten van Lampedusa honderden immigranten per vliegtuig teruggestuurd naar Libië, dat de gerepatrieerde asielzoekers op grond van een geheim bilateraal akkoord met Italië accepteerde.
De linkse oppositie in Italië sprak schande van "massale deportaties die internationale afspraken schenden", Volgens de Linkse Democraten hadden alle gedeporteerden de kans moeten krijgen een asielverzoek in te dienen. De VN-Vluchtelingenorganisatie UNHCR berispte Italië wegens deze deportaties. Later in oktober 2004 slaagden de Europese Gemeenschap er niet in eenstemmigheid te bereiken over een oplossing van het probleem die in elk geval Italië zou ontlasten. Frankrijk en Spanje torpederen een omstreden Duits voorstel tot "opvang in de regio" door in Noord-Afrika speciale opvangkampen voor vluchtelingen op te zetten. Tijdens een bijeenkomst in Florence van de ministers van Binnenlandse Zaken van de vijf grootste EU-landen deelden de afgevaardigden van Frankrijk en Spanje mee het Duitse plan niet te zien zitten. Het plan kreeg wel de steun van Italië en Groot-Brittannië.
Middels dergelijke kampen zou aan werkelijke vluchtelingen een eerlijke kans op asiel worden onthouden, Volgens de Duitsers zouden de kampen echter juist de mogelijkheid bieden asielaanvragen ter plekke te behandelen, voordat de vluchtelingen besluiten de vaak levensgevaarlijk gebleken tocht over de Middellandse Zee zouden ondernemen.

## Ontwikkelingen na 2004
In januari 2005 rolde de Italiaanse politie in het kader van een onderzoek door antimaffiarechters in de stad Catanzaro in Zuid-Italië een mensensmokkelbende op, waarvan sommige leden banden zouden hebben met het terreurnetwerk Al Qaida. Deze organisatie zou enkele duizenden illegale immigranten uit Libië en Egypte naar Zuid-Italië hebben gesmokkeld. De leiders van de bende, in Zuid-Italië en Egypte, zouden er volgens de politie in zijn geslaagd een aanhoudende stroom van illegale immigranten op gang te houden. Het onderzoek richtte zich in het bijzonder op de aankomst van zeker 25 schepen met meer dan 3000 Afrikaanse migranten in de zomer en herfst van 2004 op Lampedusa.
Inmiddels kreeg ook het nabijgelegen Malta, dat in 2004 toegetreden was tot de Europese Unie, te maken met een soortgelijke problematiek.
In september 2005 werd het opvangkamp op Lampedusa bezocht door een delegatie van de commissie Burgerlijke Vrijheden, Justitie en Binnenlandse Zaken van het Europees Parlement, die zich onthutst betoonde over de armzalige voorzieningen in het centrum, dat speciaal voor dit bezoek grotendeels leek te zijn ontruimd. Onder hen bevonden zich de Nederlandse Europarlementariërs Kathalijne Buitenweg (GroenLinks) en Jeanine Hennis-Plasschaert (VVD). De delegatie van het Europees Parlement smokkelde twee verslaggevers – van de Volkskrant en van de Italiaanse krant La Repubblica – binnen, die zich uitgaven voor fractiemedewerkers.
Amnesty International en de UNHCR hadden reeds verontrustende rapporten over Lampedusa gepubliceerd, waarin ook het geheim bilateraal akkoord met Libië en de deportaties naar dat land werden gelaakt. Libië had het VN-Vluchtelingenverdrag niet ondertekend, beschikte niet over een functionerend asielsysteem en zou geregeld overgaan tot willekeurige arrestaties, hechtenis en uitzettingen. Het Europese Parlement toonde zich in een resolutie ernstig verontrust, overwegende dat de uitgezette personen over het algemeen met handboeien aan werden afgevoerd, in onwetendheid van hun plaats van bestemming. In die resolutie werd gerefereerd aan Libische bronnen die gewag maakten van 106 doden bij de uitzettingen.
In oktober 2006 slaagde een verslaggever van het blad L'espresso erin vermomd als "Koerdische vluchteling" het opvangcentrum binnen te dringen en daarover een schokkend onthullende reportage te maken. Bewakers zouden de aan hun zorg toevertrouwde vreemdelingen slaan en ook zouden de hygiënische omstandigheden er uiterst miserabel zijn.
In 2006 zou in Tanzania begonnen worden met de bouw van een eerste opvangcentrum van de Europese Unie voor Afrikaanse asielzoekers. Tanzania werd overstroomd door vluchtelingen uit Rwanda, Burundi en Congo, om daarvandaan naar Noord-Afrika en via de "Lampedusa-route" naar Europa door te reizen. Andere centra voor de opvang van asielzoekers buiten de EU werden gepland in Oekraïne, Moldavië en Wit-Rusland. In deze centra zou echter allerminst asiel worden gaan verleend: belangrijkste doel ervan zou '"het ontlasten van de Europese buitengrenzen" zijn. Volgens Friso Roscam Abbing, de woordvoerder van eurocommissaris Frattini van Justitie, zou de EU de opvangcentra niet gaan besturen, maar wel helpen bij het opzetten van een registratiesysteem voor asielzoekers. Desnoods zou de EU ook voedsel en medische zorg verstrekken. Dit plan ging minder ver dan de voorstellen die Duitsland en Groot-Brittannië aanvankelijk hadden gelanceerd: zij wilden dat de EU opvangkampen zou inrichten in Noord-Afrika, waar asielverzoeken zouden worden afgehandeld.
De EU-ministers van Justitie en Binnenlandse Zaken, in januari 2006 in Wenen bijeen, zinspeelden al langer op dergelijke centra. De VN-vluchtelingenorganisatie UNHCR stelde zich daarbij gematigd positief op. Het afwikkelen van de asielprocedure in de eigen regio zou mensen het leed van een gevaarlijke reis kunnen besparen. De UNHCR wilde echter ook garanties van de EU dat de mensenrechten in de centra zouden worden gerespecteerd. De EU-lidstaten gaven zichzelf vijf jaar de tijd om hun asielprocedures op elkaar af te stemmen en een gezamenlijk grensbeleid te gaan voeren.

## Ontwikkelingen in 2008/2009
Ook in 2008 en 2009 kondigde de Italiaanse minister van Binnenlandse zaken Roberto Maroni herhaaldelijk verdragen aan met Tunesië en Libië om de illegale immigratie te stoppen. De ratificatie daarvan liet echter op zich wachten, terwijl de Libische leider Qadhafi mensensmokkelaars weer gewoon hun gang leek te laten gaan. De stroom vluchtelingen naar Zuid-Italië zou daardoor in 2008 meer dan verdubbeld zijn: in 2008 belandden 32.000 van de 36.000 migranten die over zee naar Italië kwamen op Lampedusa.
Op de kusten van Italië arriveerden in de eerste zeven maanden van 2008 meer dan anderhalf keer zo veel illegalen vanuit Afrika als in dezelfde periode in 2007. Een geconstateerde toename in Italië en op Malta zou samenhangen met de afname richting Canarische Eilanden.
In november 2008 berichtte de hulporganisatie Artsen zonder Grenzen te worden genoodzaakt haar medische en humanitaire bijstand op het eiland te staken. Het Italiaanse ministerie van Binnenlandse Zaken weigerde namelijk het samenwerkingscontract te verlengen. Daardoor zouden duizenden immigranten volgens de organisatie verstoken blijven van medische bijstand.
AzG, dat sinds 2002 op Lampedusa werkzaam was, achtte de situatie zorgwekkend. Alleen al in 2008 waren er tot dusver zo'n 20 duizend immigranten op het eiland gearriveerd. AzG behandelde de afgelopen drie jaar naar eigen zeggen 4.550 personen aan shocktoestand, onderkoeling, ernstige zonnebrand en andere kwalen die migranten tijdens de overtocht over de Middellandse Zee oplopen. Gezondheidsinstanties van de Italiaanse overheid zouden geen enkele bijstand aan de immigranten verlenen.
In 2004, tijdens Berlusconi's vorige premierschap, had de organisatie haar werkzaamheden al een paar maanden moeten opschorten, na het publiceren van een kritisch rapport over de omstandigheden in de detentiecentra op Lampedusa. Artsen zonder Grenzen was volgens de toenmalige regering "niet objectief".
Geschrokken door de plotselinge toestroom rond kerst besloot deze minister eind december alle migranten voortaan vast te houden op het eiland zelf en ze niet meer door te sluizen naar Sicilië, om daar te beoordelen of ze in de asielprocedure kunnen worden opgenomen. Ook maakte hij bekend dat er direct een tweede uitzet- en identificatiecentrum zou komen op het eiland. De vrouwen en de mensen die in de asielprocedure zouden worden toegelaten werden overgeplaatst naar een provisorisch ingericht gebouw.
De nieuwe maatregelen leidden tot grote onrust in het overbevolkte kamp. Daar waren al 1.800 immigranten gedetineerd, terwijl er plaats zou zijn voor slechts 800.
In januari 2009 had het UNHCR kritiek geuit op Italië, wegens de slechte omstandigheden waarin de migranten er moeten leven. Velen zouden er buitenshuis moeten overnachten onder lappen plastic.
Kort daarna deden zo'n 700 gedetineerden een uitbraak. Ze trokken van het kamp naar het gemeentehuis in centrum van Lampedusa, twee kilometer verderop, protesterend tegen de "onmenselijke" omstandigheden in het kamp. Daar werden ze met applaus ontvangen door een groot deel van de 5.000 inwoners die net bezig waren met een eigen protestactie tegen de Italiaanse regering. Tijdens de mars riepen zij leuzen als "'Vrijheid, vrijheid!" en "Help ons!". Ze beweerden er geslagen te worden en bewerkt met stroomstokken. Er waren op dat moment meer dan 1.300 migranten in het opvangcentrum, terwijl er officieel plaats zou zijn voor slechts 800. Eerder waren dat er zelfs bijna 2.000. De meeste uitgebroken gedetineerden keerden vervolgens na enkele uren weer terug naar het opvangcentrum, sommigen verstopten zich op het eiland. De politie suggereerde dat de migranten met hulp van de eilandbewoners en het gemeentebestuur zouden zijn ontsnapt, om zo extra druk uit te oefenen op de publieke opinie. De bewoners op hun beurt verweten op hun beurt juist de politie dat deze de poorten zou hebben geopend, om aan te tonen dat Lampedusa het ideale opvangeiland is: migranten kunnen er geen kant op.
Burgemeester Bernardo de Rubeis sprak van "een zeer gespannen situatie", maar de politie greep niet in. Volgens het Italiaanse ministerie van Binnenlandse Zaken zou het de migranten vrijstaan het centrum te verlaten. "Wie er aankomt, mag zich vrij bewegen. Het is geen concentratiekamp", stelde minister Maroni. Een vertegenwoordiger van Artsen zonder Grenzen weersprak die bewering. De Italiaanse premier Berlusconi ontkende echter stellig dat de asielzoekers er vast zouden zitten. "Het is geen concentratiekamp, ze kunnen gewoon een biertje gaan drinken, ze zijn de stad in gegaan zoals altijd." Dat leverde een schampere reactie op van de hoge commissaris voor de Vluchtelingen van de VN. Die vroeg zich af of er dan een beleidswijziging was geweest, want bij zijn weten was er geen enkele vrijheid van beweging voor asielaanvragers.
Ook de eilandbewoners protesteerden: het eiland zou "een concentratiekamp" worden. "We worden een soort Alcatraz (...) Op Cuba gaat Guantánamo dicht, hier wordt een nieuw Guantánamo geopend".
Indien de identificatie- en uitzetprocedure achttien maanden zou mogen duren, zoals beoogd door Maroni, dan zouden er binnen anderhalf jaar tienduizenden migranten in het nieuwe uitzetcentrum komen. De Italiaanse premier Berlusconi deelde via de media mee "niet over een toverstaf te beschikken''. In augustus 2008 was een akkoord bereikt met de Libië, waarvandaan de meeste boten met immigranten uit Congo, Somalië, Eritrea, Soedan, Egypte, Tunesië en Marokko naar Italië zouden vertrekken. In 2008 betrof het 397 scheepjes.
De Libische leider Qadhafi had beloofd toe te staan dat Italiaanse schepen met Libisch-Italiaanse bemanning voor de Libische kust zouden patrouilleren om migranten tegen te houden en terug te sturen. Italië zou in 20 jaar vijf miljard euro betalen als herstelbetaling voor de voormalige koloniale bezetting van het land. Het Italiaanse parlement had het akkoord alsmaar niet goedgekeurd.
De chaos leidde tot protesten van zowel de vluchtelingen als de eilandbewoners zelf, die vreesden dat Lampedusa een "gevangeniseiland" zou worden.
Maroni wilde de op Lampedusa aangekomen illegalen daar ter plekke vasthouden en voortaan niet meer overbrengen naar centra op het vasteland. Daar bleven ze tot dusver ten hoogste zestig dagen, waarna ze formeel werden uitgewezen, als ze tenminste geen verzoek tot asiel indienden. Verreweg de meesten bleken in de praktijk echter niet terug te gaan naar hun land van herkomst, doch in de illegaliteit onder te duiken. Maroni wilde daarom de detentietermijn verlengen tot achttien maanden en wel op Lampedusa zelf.
Hoewel het Italiaanse parlement niet akkoord ging met de voorgestelde nieuwe regeling, leidden geruchten over de plannen in samenhang met de slechte omstandigheden tot grote onvrede onder de gedetineerden. Op 18 februari 2009 ging bij een nieuwe opstand het opvangcentrum grotendeels in vlammen op, toen met uitzetting bedreigde Tunesische illegalen kussens en matrassen in brand staken. Een slaapgebouw brandde af en tien politieagenten raakten bedwelmd door giftige rook.
De meeste van de 900 gedetineerden waren Tunesiërs, van wie er velen al twee maanden vastzaten. De eerste protesten braken op 17 februari 2009 uit, toen 107 van hen naar Rome werden overgebracht voor deportatie. Zo'n 300 landgenoten gingen daarop in hongerstaking en probeerden vergeefs uit te breken. Op de ochtend van de volgende dag stichtten zij uit wanhoop brand. Het centrum, dat niet voldeed aan de veiligheidsvoorschriften, brandde door de harde wind snel af.
Op 31 maart 2009 werd gemeld dat er op de Middellandse Zee tussen de drie- en vijfhonderd bootvluchtelingen werden vermist die op weg waren naar Italië. Ze waren aan boord van twee of meer boten die de afgelopen dagen voor de kust van Libië kapseisden.Onduidelijk was wat er precies gebeurd.zou zijn. Sommige bronnen noemden de harde wind als oorzaak, andere meldden dat de vaartuigen te zwaar beladen zouden zijn gewest. Mogelijk dobberden er nog meer boten rond voor de Libische kust.

### Verdrag Italië-Libië
In juli 1998 herstelden Libië en de vroegere kolonisator Italië hun betrekkingen en in augustus 2008 sloten Italië en Libië ook een "vriendschapsverdrag" in verband met deze problematiek rond de illegale immigratie via Lampedusa, dat in februari 2009 nader werd uitgewerkt. Op 3 februari 2009 bracht de Italiaanse minister van binnenlandse zaken Roberto Maroni daartoe een bezoek aan de Libische hoofdstad Tripoli. Op grond van dat verdrag zouden er systematisch patrouilles worden uitgevoerd in de Libische, Italiaanse en internationale wateren door marineschepen met een gemengde bemanning, met de bedoeling het uitvaren en aanlanden van "vaartuigen met illegale immigranten" te beletten. Eerder, in 2004 (zie supra onder Ontwikkelingen in 2004) was er een geheim akkoord gesloten tussen beide staten, op grond waarvan toen een massale, collectieve terugzending van immigranten plaatsvond, die aan veel kritiek blootstond, omdat daarmee aan de personen het (mensen-)recht ergens asiel aan te vragen zou worden ontnomen (zie over dat recht ook de pagina Vluchtelingenverdrag).
De makers van de filmdocumentaire Come un uomo sulla terra, over het lot van immigranten in Libië en op Lampedusa, protesteerden tegen het verdrag tussen beide staten. Middels een petitie, gericht aan het Italiaanse parlement, het Europees Parlement, de Europese Commissie en het Hoog Commissariaat voor de Vluchtelingen (UNHCR) werd aangedrongen op het instellen van een onafhankelijk onderzoek naar de gang van zaken en de omstandigheden van de vreemdelingenbewaring. In januari 2009 zouden er op Lampedusa ongeveer 2000 immigranten in detentie verblijven.

## Ontwikkelingen in 2011
Sinds het begin van de Arabische lente wordt het eiland overspoeld met vluchtelingen uit Noord-Afrika. In het begin voornamelijk uit Tunesië, maar later ook uit landen als Libië. Toen in maart 2011 het eiland meer vluchtelingen dan inwoners telde, kwam de lokale bevolking in opstand en greep de Italiaanse premier Silvio Berlusconi in. Hij beloofde dat er militairen naar het eiland zouden komen om het eiland 'schoon te vegen'. Sindsdien is er niet veel veranderd en komen er nog steeds grote groepen vluchtelingen naar het eiland.
Op 26 augustus maakte de Libische Nationale Overgangsraad bekend bij de slag om Tripoli documenten te hebben gevonden waaruit zou blijken dat de Libische leider Qadhafi bewust had aangestuurd op een extreem grote stroom vluchtelingen naar Lampedusa om Italië te straffen voor zijn deelname aan de NAVO-acties tegen zijn land.

## Ramp in 2013
Op donderdag 3 oktober 2013 verdrinken minstens 300 van de ongeveer 500 vluchtelingen, het merendeel uit Eritrea en Somalië, die vanuit Libië per boot Lampedusa trachtten te bereiken. Onder hen veel kinderen en vrouwen.
De premier heeft de vrijdag erna tot nationale rouwdag verklaard naar aanleiding van de bevindingen tijdens bezoek ter plekke door minister van binnenlandse zaken Angelino Alfano.